# SLA2
SLA2‏ (Src like adaptor 2) هوَ بروتين يُشَفر بواسطة جين SLA2 في الإنسان.